# Alikuhnia longicirrus
Alikuhnia longicirrus är en ringmaskart som först beskrevs av Alikuhni 1949.  Alikuhnia longicirrus ingår i släktet Alikuhnia och familjen Hesionidae. Inga underarter finns listade i Catalogue of Life.